# Ігнасіо Марія Гонсалес (футболіст)
Іньясіо Гонсалес (ісп. Ignacio González; нар. 14 травня 1982, Монтевідео, Уругвай) — колишній уругвайський футболіст, півзахисник. Виступав за національну збірну Уругваю.

## Клубна кар'єра
У дорослому футболі дебютував 2002 року виступами за команду клубу «Данубіо», в якій провів шість сезонів, взявши участь у 170 матчах чемпіонату.  Більшість часу, проведеного у складі «Данубіо», був основним гравцем команди.
Згодом з 2008 по 2016 рік грав у складі команд клубів «Монако», «Валенсія», «Ньюкасл Юнайтед», «Левадіакос», «Леванте», «Стандард» (Льєж), «Еркулес» та «Насьйональ».
До складу клубу «Монтевідео Вондерерс» приєднався 2016 року. Відтоді встиг відіграти за команду з Монтевідео 13 матчів в національному чемпіонаті.

## Виступи за збірну
2006 року дебютував в офіційних матчах у складі національної збірної Уругваю. Протягом 2006–2010 років провів у формі головної команди країни 22 матчі, забивши 1 гол.
У складі збірної був учасником розіграшу Кубка Америки 2007 року у Венесуелі, чемпіонату світу 2010 року у ПАР.